# Соленопсин
Соленопсин (Соленопсин A, транс-2-метил-6-п-ундецилпиперидин) — алкалоид пиперидинового ряда.

## Нахождение в природе
Является действующим началом яда огненных муравьёв (Solenopsis invicta и других видов рода Solenopsis), обитающих в разных частях мира.

## Свойства
При попадании в ткани человека при укусе огненных муравьёв вызывает химический ожог, сходный с термическим, за счёт чего эти муравьи и получили своё название.
Обладает цитотоксическим, гемолитическим, нейротоксическим, некротическим и инсектицидным действиям. Блокирует возбуждающее действие ацетилхолина. Вызывает высвобождение гистамина из тучных клеток. Кроме этого, соленопсин способен убивать плесневые грибы и ряд микробов, в том числе стрептококки и стафилококки.